# 日刊いわくに
日刊いわくに（にっかんいわくに）とは、山口県岩国市全域を発行地域とする地方新聞である。
2006年12月19日付をもって休刊した防長新聞に代わる郷土紙として、防長新聞社に所属していた元記者などにより創刊。
山口県岩国市に本社を置く、株式会社日刊いわくに（新聞業界の各種団体への加入状況は不明）によって2007年4月3日から正式な刊行が開始されている。
紙面形態は、タブロイド判8ページ、朝刊のみ。宅配を中心とし、岩国市外への郵送も始める。
発行日は、月曜日～金曜日の週5日（但し土曜・日曜と祝日の翌日に当たる日は休刊）。
テレビ番組欄は、タブロイド1ページ内に
- NHK地上波（山口県側の総合と教育）
- 山口県側地上波民放3局（KRY、TYS、YAB）
- 広島県側地上波民放4局（RCC、HTV、HOME、TSS）

それぞれの番組表と、各局から選んだ番組の内容紹介を上下2段組みで印刷。
なお、2007年3月20日よりプレ創刊号として、無料の見本紙を先行刊行していた（見本紙の配布先をどのようにして選定したのかは不明）。
当新聞のプレ創刊号（3号目）のコラム：清流 によれば、“「常に市民と共にある新聞」「読者参加型の新聞」という位置付け”で刊行するということであり、“投稿コーナーも徐々に拡大していく方針”とのことである。地元密着の紙面作りを目指していくという意味と推測される。“「市民記者」を募る”構想もあるようである。
販売面で生き残る目的も兼ねているのか、月極や1部売りの購読料を、岩国市内で販売されている日刊の全国紙（読売新聞・朝日新聞・毎日新聞）および地方紙（山口新聞・中国新聞）に比べて、低く設定している。